# レーヴェン (バンド)
レーヴェン（Räfven） は、2003年に結成されたスウェーデン出身のジプシー・パンク・バンドである。

## 概要
バンドはブラス、アコーディオン、ヴァイオリンなどの楽器を駆使する8人で構成されている。東ヨーロッパの民族音楽やクレズマーを昇華したメロディと、サーカス出身者を中心としたアクロバティックなステージパフォーマンスで多数のファンを獲得している。

## メンバー

### 現メンバー
- ラスマス・ブランク / Rasmus Blanck - ダブルベース（2005年 - ）
- ヨハン・ウェイストール / Johan Wejstål - アコーディオン
- デイヴィッド・フレンケル / David Fraenckel - トロンボーン（2004年 - ）
- ヨナス・ルンドバリ / Jonas Lundberg - ギター
- マーティン・ヌルミ / Martin Nurmi - アルトサックス
- ローク・ニーバリ / Loke Nyberg - ヴァイオリン
- パー・スヴェンナー / Per Svenner - パーカッション（2006年 - ）
- ダニエル・ウェイディン / Daniel Wejdin - タンブラ

### 旧メンバー
- マーカス・バリ / Marcus Berg - パーカッション（2003年 - 2006年）

## 来歴
- 2003年

ヨーテボリの路上で結成。
4月：Göteborgs Arbetareteaterで初ライブを行う。
- 2004年

デイヴィッドが加入。
- 2005年

ラスマスが加入。
- 2006年

バリでの瞑想やカヌー製作などで多忙となったマーカスが脱退。パーが加入。
- 2007年

3月 : 1stアルバム『Live!』をリリース。
- 2008年

4月 : 2ndアルバム『"Next time we take your instruments!"』をリリース。
6月 : Glastonbury Festival 2008に出演。会場を訪れていたSMASH UKのスタッフにライブを気に入られ、それを機に日本への足掛かりを掴む。
- 2009年

4月（日本では7月） : 3rdアルバム『Välkommen till Räfvbygden』をリリース。
7月 : 初来日。Fuji Rock Festival '09に出演。前夜祭のレッド・マーキーを皮切りに、初日のオレンジ・コート／苗場食堂、2日目のカフェ・ド・パリ／ジプシー・アバロン、3日目の木道亭／クリスタル・パレスと公式ステージで7ステージ、このほかオアシス内ブースや場外岩盤ショップでも数曲程度ではあるがミニライブを行い、4日間で合計11ステージを披露。知名度ゼロからのスタートだったが口コミが徐々に広がり、最後のクリスタル・パレスは入場規制が掛かるほどの盛況を博す。同フェスティバル史上最高となるライブ回数記録とアルバム売上記録を樹立。売上記録は彼らが再び戻ってくる2015年まで破られていない。
- 2010年

1月 : 再来日。単独ツアーを行う。
- 2011年

4月 : 東日本大震災復興支援の義援金を募るため、現地の日本人留学生主催のチャリティコンサート『GÖTEBORG FOR JAPAN』に参加。チケットとアルバムの売上、オーディエンスの寄付で53,470スウェーデンクローナ（約71万円）、街頭での募金活動を含めると総額は190,035スウェーデンクローナ（約252万円）となった。
9月（日本では8月） : 再来日。単独ツアーを行う。4thアルバム『Svensk Kultur』をリリース。
- 2013年

4月 : 地元ヨーテボリで結成10周年を祝うライブを行う。
- 2015年

5月（日本では7月） : 5thアルバム『Bring Back the Dinos』をリリース。
7月 : Fuji Rock Festival '15に出演。初日の苗場食堂／クリスタル・パレス、2日目のホワイト・ステージ、3日目のカフェ・ド・パリ／ジプシー・アバロンの公式5ステージのほか、前夜祭のオアシス内ブースでのゲリラ出演やJリーグ苗場支部へのサプライズ登場など4日間すべて参加。
10月 : 再来日。単独ツアーを行う。翌々日の朝霧JAMにも出演。
12月 : スウェーデンで毎年クリスマスの前の週に行われるチャリティイベント『Musikhjälpen』に参加。募金活動の手段として「24時間以内に11ヶ所以上の都市でライブを行う」というギネス世界記録に挑戦。特設会場のあるリンシェーピングから北上、そこから西へ進み、ヨーテボリ、クングスバッカを経て東へ戻り、ヨンショーピングを越えて再びリンシェーピングに到着するという強行ツアーの中、これまでの最高記録10都市を12都市に更新。集められた総額42,646スウェーデンクローナ（約61万円）は気候災害の復興支援に使われる。

## ディスコグラフィ

### アルバム
- Live!（2007年）
- "Next time we take your instruments!"（2008年）
- Välkommen till Räfvbygden / Welcome To Foxshire〜ようこそ不思議なキツネの村へ（2009年）
- Next Time We Take Your Instruments! + Live In Gothenburg（2009年）

- Svensk Kultur〜スウェーデンの物語（2011年）
- Bring Back the Dinos〜よみがえれ！キツネザウルス（2015年）
- 15（2018年）

### EP
- Svensk Kultur EP（2011年）

### LP
- Bring Back the Dinos〜よみがえれ！キツネザウルス（2015年）

### 参加コンピレーションアルバム
- UNCLEOWEN（2011年）
- ニーア トリビュートアルバム -echo-（2011年）

- Cafe SQ（2011年）

- JOLLY PIRATES〜海賊の宴（2012年）
- Beer SQ（2012年）

- SKA IN THE WORLD（2012年）
- Grannar（2014年）

- FOLK ROCK（2014年）
- FOLK ROCK 2（2015年）
- FOLK ROCK 3（2016年）

## 日本公演
- 2009年7月23日 - 26日 : Fuji Rock Festival '09
- 2010年1月6日 : 渋谷CLUB QUATTRO、1月7日 : 心斎橋CLUB QUATTRO
- 2011年9月2日 : 心斎橋CLUB QUATTRO、9月3日 : 名古屋CLUB QUATTRO、9月4日 : LIQUIDROOM
- 2015年7月23日 - 26日 : Fuji Rock Festival '15、10月8日 : 渋谷CLUB QUATTRO、10月9日 : 梅田CLUB QUATTRO、10月11日 : 朝霧JAM
- 2018年9月26日：梅田Shangri-la、9月27日：渋谷CLUB QUATTRO